# Arbitre sportif
Pour les articles homonymes, voir Arbitre.

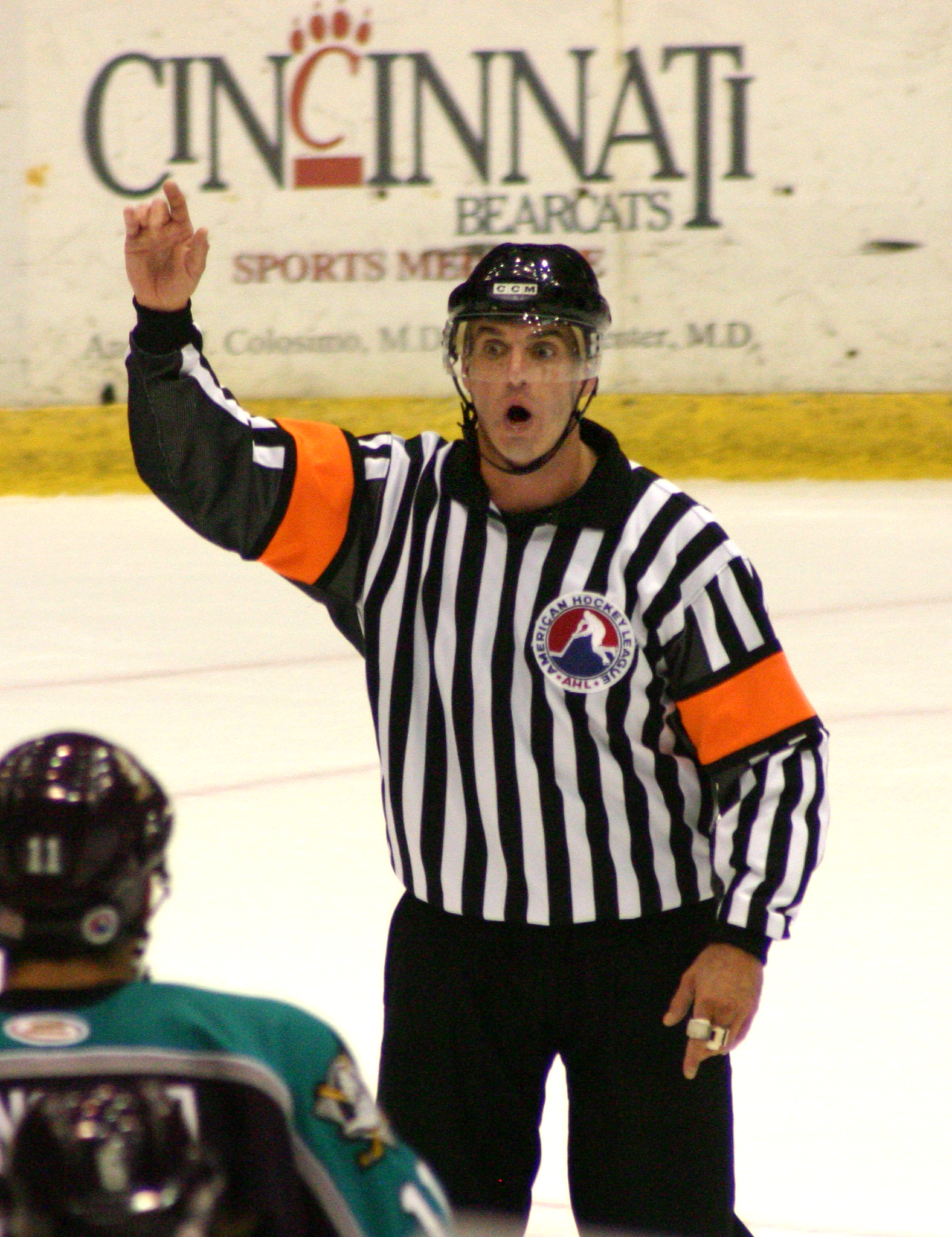
Arbitre de hockey sur glace (2004).

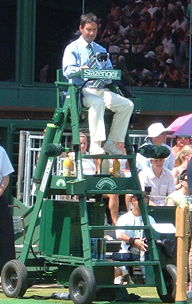
Arbitre de chaise au tennis.

Un arbitre sportif est une personne chargée du bon déroulement d'une épreuve sportive dans le respect des règlements établis par les instances organisatrices. Elle se doit d'être impartiale et est investie d'une autorité par sa fédération de rattachement.

## Qu'est-ce qu'être arbitre?
Michel Serresexplique que ce n'est pas le joueur qui marque le but, c'est l'arbitre! Le "but est un événement juridique décidé, mieux, créé même par l’arbitre" . L'arbitre est celui qui, tout au long du match, montre et impose aux joueurs ce qui est possible. 

## Appellations
Nom en fonction du sport :
- Arbitre (basket-ball, rugby, boxe, football, tennis de table...),
- Arbitre principal (football américain),
- Arbitre assistant (anciennement arbitre de touche / juge de touche) (rugby, football),
- Commissaire (cyclisme),
- Head ou arbitre central (hockey sur glace),
- Juge de chaîne (football américain),
- Juge de mêlée (football américain),
- Juge de côté (football américain),
- Juge de champ (football américain),
- Juge de champ arrière (football américain),
- Juge de ligne (un des arbitres lors d'une rencontre de tennis, football américain, hockey sur glace),
- Juge (grades subalternes en gymnastique),
- Arbitre de chaise au tennis,
- Juge-arbitre (badminton, gymnastique, handball, tennis de table),
- Officiel (athlétisme),
- Président (escrime),
- Umpire (baseball, cricket),
- Head Ref (chef arbitre), Ref (arbitre) (Roller derby).

Leurs attributions, pouvoirs et obligations sont définis par chaque fédération sportive.

## Histoire
L'arbitrage sportif existait déjà sous l'Antiquité, mais a eu tendance à disparaître du Moyen Âge au XVIIIe siècle. Le Jeu de paume médiéval n'avait ainsi pas de corps arbitral, les joueurs devant s'incliner devant les décisions du... public. Chaque sport connaît une histoire différente sur la gestion de l'arbitrage, comme le montre aujourd'hui la très grande variété existant dans ce domaine :
- arbitrage vidéo ou pas ;
- un seul arbitre ou plusieurs ;
- etc.

### L'arbitrage dans l'Antiquité
Grecs et Romains avaient recours à des arbitres. Ces derniers étaient déjà omnipotents. Il existe toutefois des recours, comme le suggère le serment des Jeux olympiques antiques qui précise dans son article 13 : « Tout concurrent mécontent d'une décision peut en appeler au Sénat contre les arbitres : ceux-ci seront punis ou leur décision annulée si elle est jugée erronée. »
Les Romains étaient également très pointilleux sur les questions d'équité sportive. On n'hésitait pas à faire recourir une course, notamment à l'hippodrome, quitte à rajouter des jours supplémentaires de compétition à la fin du programme des Ludi si le besoin s'en faisait sentir. Les cas de ce type sont assez nombreux.

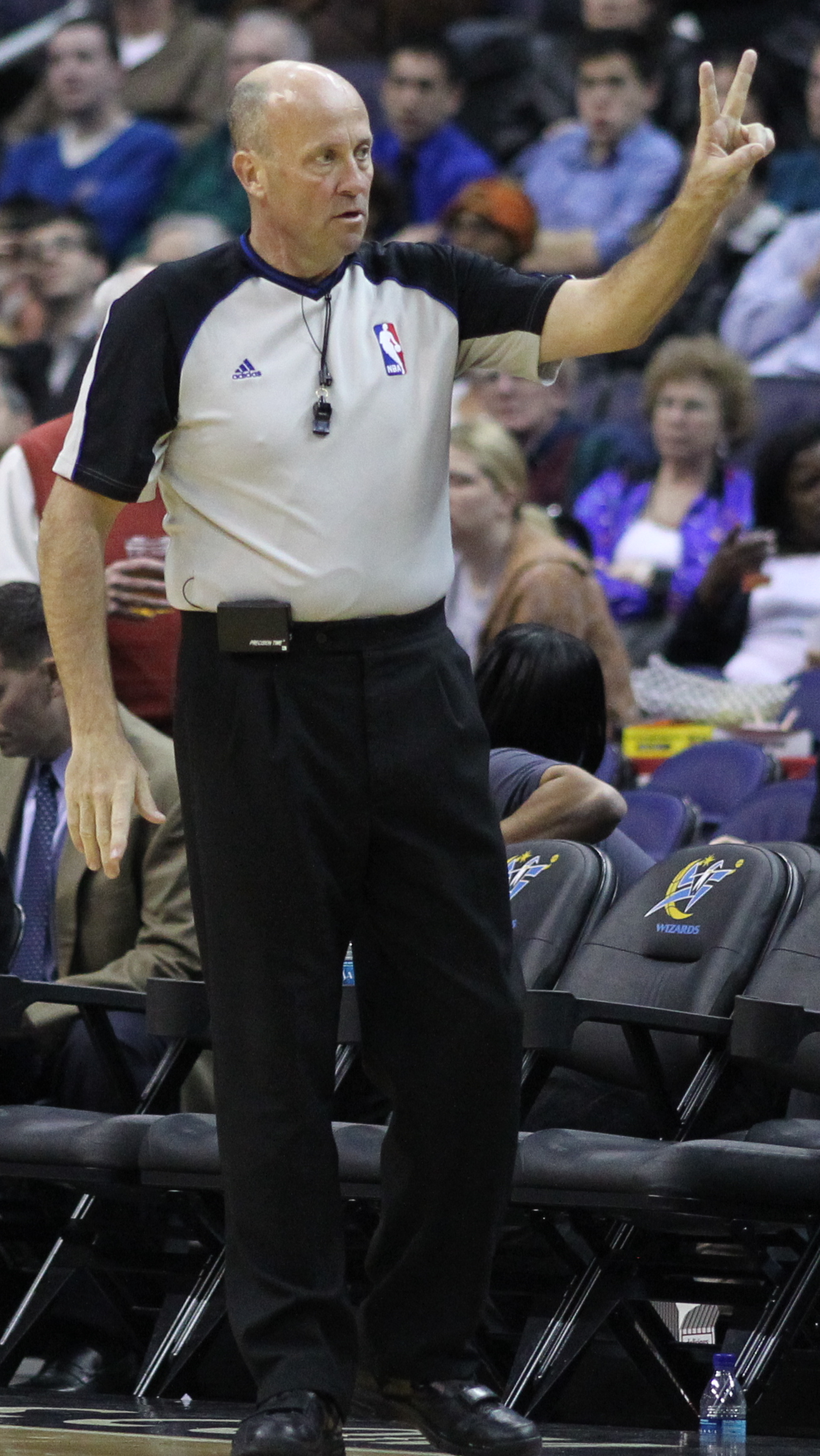
Arbitre de basket-ball.

## Caractéristiques principales par sport

### Basket-ball
- Le basket-ball est arbitré par deux à trois arbitres.
- Tenue : Gris/noir à col en V, écusson de la fédération sur le cœur.

| Geste                                    | Échelle des sanctions | Effet                                                                                             |
| ---------------------------------------- | --------------------- | ------------------------------------------------------------------------------------------------- |
| Variable selon la nature de la faute     | Faute personnelle     | possession à l'équipe adverse ou 1, 2 ou 3 lancers francs pour le joueur subissant la faute       |
| Faire un T avec ses mains                | Faute technique       | 1 lancer franc pour l'équipe adverse puis reprise du jeu où il s'est arrêté dans l'action d'avant |
| Se tenir le poignet au-dessus de la tête | Faute antisportive    | 1, 2 ou 3 lancers francs et possession pour l'équipe adverse                                      |
| Lever les deux poings                    | Faute disqualifiante  | 1, 2 ou 3 lancers francs, possession pour l'équipe adverse et exclusion définitive du joueur      |

### Escrime
- Les assauts d'escrime sont arbitrés par un arbitre seul, assisté de quatre assesseurs ou juges de main.
- Tenue : Costume, écusson sur la poche gauche.

| Symbole | Échelle des sanctions | Effet                       |
| ------- | --------------------- | --------------------------- |
|         | Avertissement         |                             |
|         | Carton rouge          | Touche de pénalité          |
|         | Expulsion             | Exclusion définitive du jeu |

### Football

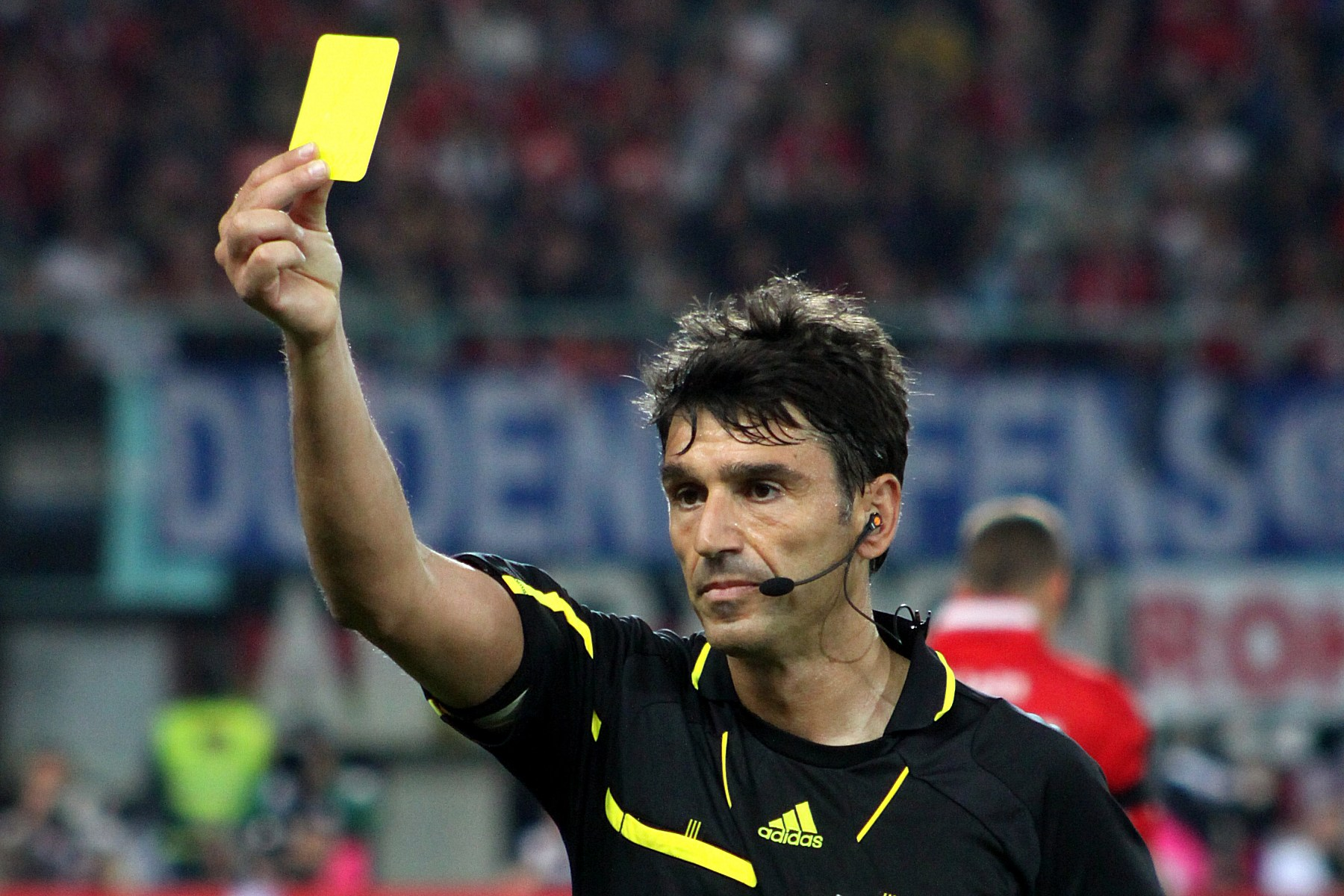
Arbitre de football.

Un match de football est arbitré par trois arbitres (un arbitre central et deux arbitres assistants). Pour les compétitions professionnelles et internationales, il peut y avoir jusqu'à cinq arbitres depuis la saison 2009-2010, sans compter les arbitres remplaçants. Mais depuis l'apparition de la VAR (Video Assistant Referee) et ses premiers essais en 2016, l'arbitrage à cinq tend à disparaître. Ces divers projets ont pour objectif d'améliorer la prise de décision de l'arbitre. Malgré toutes les controverses suscitées, le recours à l'assistance vidéo à l'arbitrage, lorsque son usage est convenablement employé, reste aujourd'hui l'outil le plus performant pour aboutir à une meilleure justesse de lecture dans la prise de décision de l'arbitre avec la possibilité de revoir l'action litigieuse dans un cadre strictement défini. Pour atteindre la décision la plus «juste», les arbitres se conforment aux interprétations et directives de l'organe qui les désigne (FIFA, UEFA, Fédérations). Dans un souci d’honnêteté intellectuelle, il convient d'admettre que le recours à l'assistance vidéo à l'arbitrage suscite nombreux débats à son égard. Sa jeunesse révèle son inexpérience, et cet outil n'a pas encore su s'adapter parfaitement au football moderne. Dans l'optique de rendre au football une trace de son évolution et d'accompagner au mieux le football de demain, l'IFAB (International Football Association Board) répertorie et étudie chaque année les innovations les plus pertinentes.
| Symbole | Échelle des sanctions | Effet                         |
| ------- | --------------------- | ----------------------------- |
|         | Avertissement         | Le joueur reste en jeu        |
| =       | 2e avertissement      | Exclusion définitive du match |
|         | Expulsion             | Exclusion définitive du match |

### Football américain
Un match de football américain en France est arbitré par trois, quatre, cinq (norme), six ou sept arbitres. Chacun ayant le même pouvoir pour signaler une faute, l'Arbitre Principal (ou AP) ayant le dernier mot et faisant appliquer les pénalités adéquates.
La tenue d'un arbitre de football américain est constituée d'un maillot zébré noir et blanc (deux pouces de largeur), d'un pantalon noir avec une bande blanche, d'une casquette (blanche pour l'AP et noire avec liseré blanc pour les autres), d'un flag (petit mouchoir jaune) servant à signaler une faute, d'un bean-bag (petit sachet servant à signaler différents points sur le terrain) et d'un sifflet.
Il peut y avoir jusqu'à sept arbitres sur un terrain :
- arbitre principal (AP) : il est le chef de l'équipe d'arbitrage, c'est lui qui fait appliquer les pénalités et qui surveille les fautes éventuelles sur le quart-arrière ou sur le botteur ;
- juge de mêlée (JM) : il est chargé de surveiller les fautes commises sur la ligne de mêlée. C'est aussi lui qui remet la balle en jeu après chaque tentatives ;
- juge de chaîne (JC) : il est responsable de l'équipe de chaîneur qui indique le contrat à remplir par l'équipe qui attaque. Il est aussi chargé de surveiller l'alignement des équipes avant chaque jeu ;
- juge de ligne (JL) : il est chargé de surveiller l'alignement des équipes avant chaque jeu en doublon avec le JC et suis l'action de son côté du terrain ;
- juge de champ arrière (JCA) : il est responsable du chronomètre et chargé de surveiller toutes les fautes pouvant être commises par des joueurs lors de passes longues ;
- juge de côté (JCo, arbitrage à sept) : il assiste les JCA lors des passes longues et de l'avancée de la balle lors de longues courses ;
- juge de champ (JCh, arbitrage à sept) : il assiste les JCA lors des passes longues et de l'avancée de la balle lors de longues courses. Il est en doublon avec le JCo.

### Handball

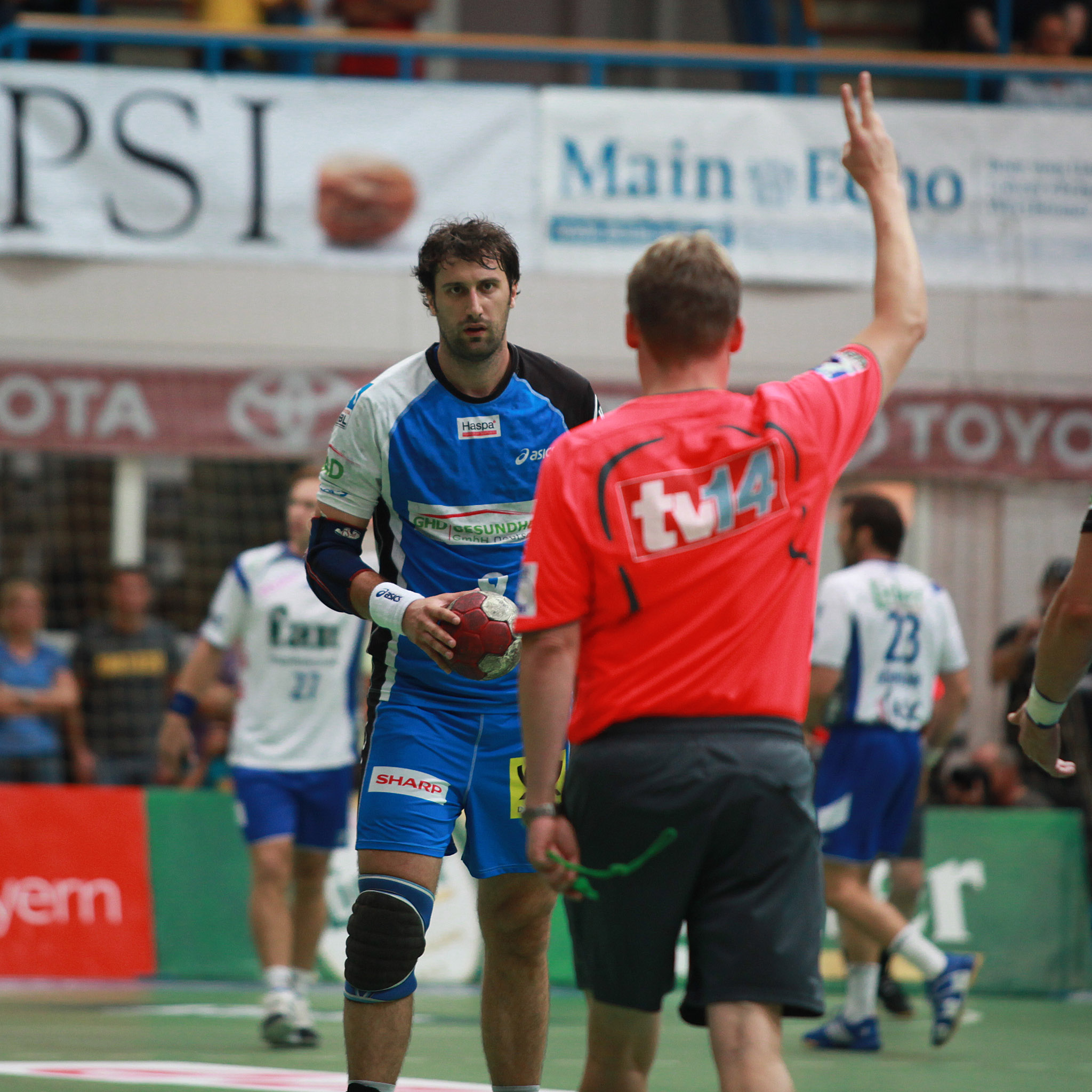
Juge-arbitre de handball.

- Le handball est encadré par deux juges-arbitres qui sont successivement arbitre dit « de champ » et arbitre dit « de zone », et qui permutent régulièrement au cours de la rencontre. Le juge-arbitre « de champ » gère le jeu avec ballon, et celui « de zone » le jeu sans ballon.
- Tenue : en France, gris clair (tenue A) ou vert, bleu, jaune, rouge ou blanche (tenues de change), écusson sur la poche gauche.

| Symbole | Échelle des sanctions       | Effet                                                                |
| ------- | --------------------------- | -------------------------------------------------------------------- |
|         | Avertissement               |                                                                      |
|         | 1re exclusion               | Suspension du joueur pour deux minutes                               |
|         | 2e exclusion                | Suspension du joueur pour deux minutes                               |
|         | 3e exclusion disqualifiante | Disqualification définitive, infériorité numérique pour deux minutes |
|         | Disqualification directe    | Exclusion définitive du jeu, infériorité numérique pour deux minutes |

### Hockey sur glace

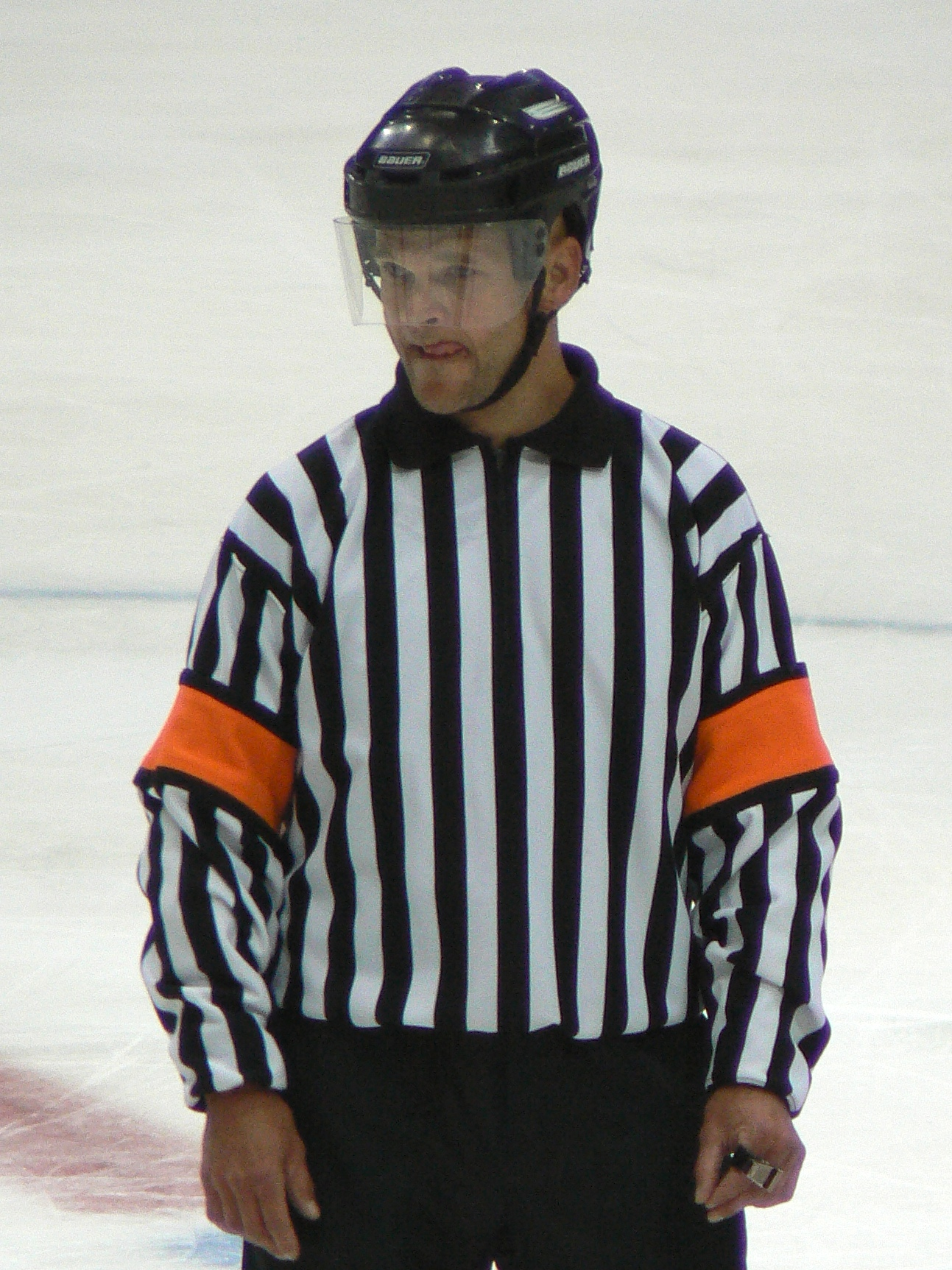
Arbitre de hockey sur glace.

Le hockey sur glace est arbitré par trois arbitres : un arbitre central appelé head et deux juges de ligne. Il existe aussi un système à deux arbitres dits « de champ », utilisé dans les ligues mineures, et un système à quatre, utilisé dans la Ligue nationale de hockey et les compétitions majeures nationales et internationales. Il y a aussi des officiels, qui n'ont pas d'impact direct sur le jeu.
Tenue : zébré noir et blanc. Deux bandes horizontales rouges ou orange sur les bras pour le(s) head(s).

### Roller derby

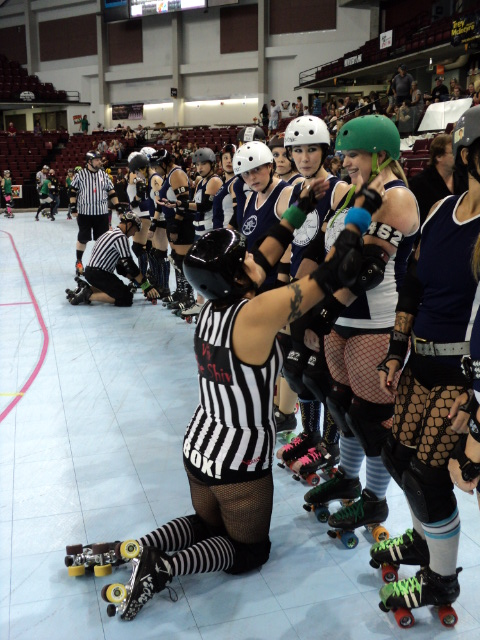
Arbitres de roller derby vérifiant l'équipement des joueuses.

Le roller derby est arbitré par sept arbitres (Refs) se déplaçant en roller et au moins six officiels souvent appelé les NSO (non-skating officials). Le corps arbitral est composé d’un arbitre en chef (Head-Ref), supervisant l’ensemble du jeu et ayant le dernier mot en cas de litige. Deux arbitres suivent exclusivement les « jammeuses » (attaquantes) ; et jusqu'à quatre arbitres suivent le « pack », pouvant émettre et appliquer des sanctions pour les fautes ou les infractions aux règles.
Les officiels complètent l’effectif en enregistrant et en communiquant les points, les pénalités et en s’assurant que les joueuses ont purgé leur peine en conséquence. Seules les capitaines d'équipe peuvent s'engager dans des discussions avec les arbitres. Les arbitres sont également chargés de s’assurer que l’équipement des joueuses est conforme aux règles de sécurité, et qu'il est correctement porté.
- Tenue : zébré noir et blanc.

### Rugby à XIII
En principe, un match de rugby est arbitré par trois arbitres ; un arbitre principal et deux juges de touche.
Néanmoins ce nombre peut varier ; deux juges de ligne d'en but peuvent également officier pour les matchs de haut niveau (Super League par exemple) quand l'arbitrage vidéo n'est techniquement pas possible.
En Australie, une expérimentation a été lancée avec deux arbitres principaux en 2009. Néanmoins, la NRL (championnat océanien de première division) y renonce lors de la pandémie du Covid 19. Des arbitres militent pour son retour.
En cas d'arbitrage vidéo, un quatrième arbitre peut également officier.
Au début des années 2020, l'arbitrage mixte (homme ou femme) se généralise que les matchs soient masculins ou féminins, en France également.

### Rugby à XV

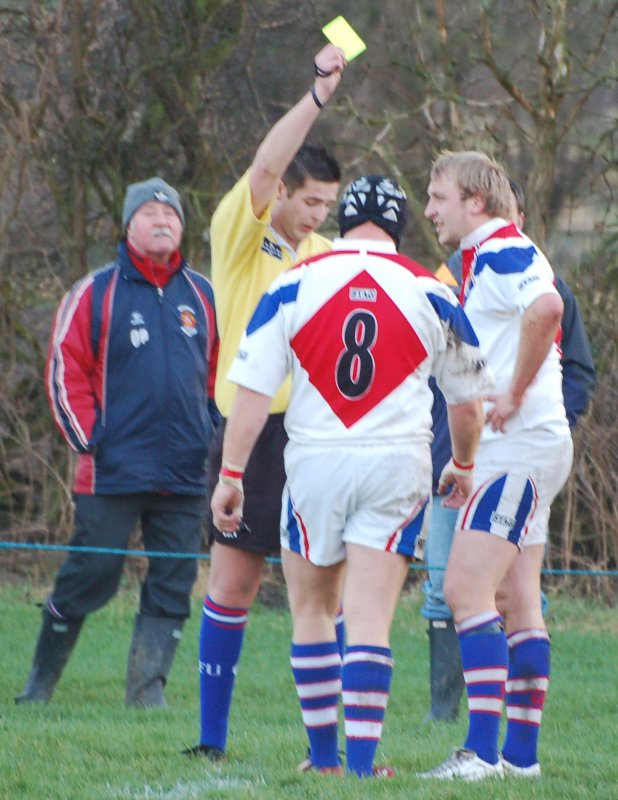
Arbitre de rugby à XV.

- Le rugby est arbitré par cinq arbitres (un arbitre principal et deux juges de touche, deux de ligne d'en but).
- Tenue : en France, une nouvelle paraît chaque saison. De plus, chaque comité dispose de jeux de maillots différents.

| Symbole | Échelle des sanctions | Effet                                                   |
| ------- | --------------------- | ------------------------------------------------------- |
| n/a     | Pénalité              | Toute l'équipe du joueur sanctionné recule de 10 mètres |
|         | Avertissement         | Suspension du joueur pour dix minutes                   |
|         | Exclusion définitive  | Disqualification définitive du jeu                      |

### Tennis

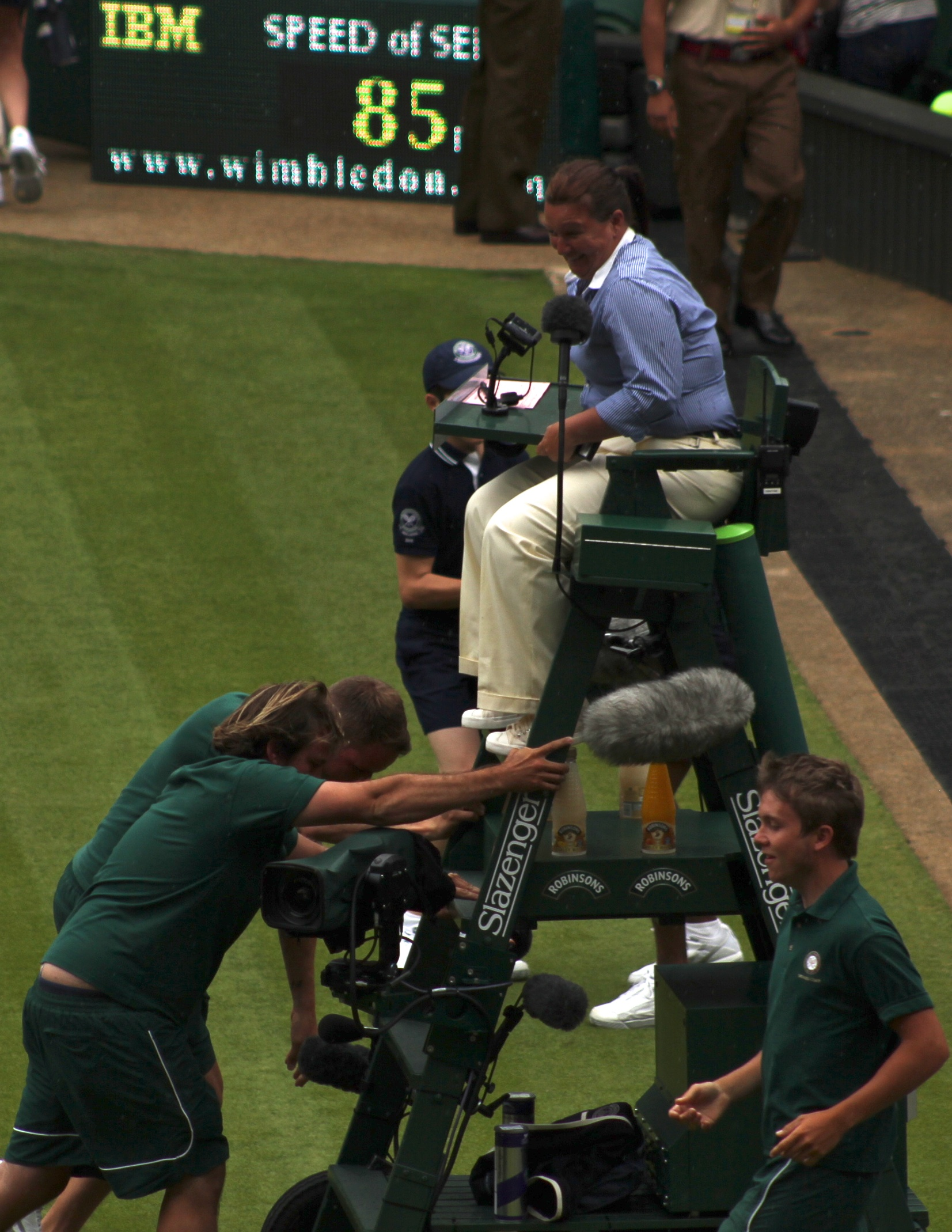
Arbitre de tennis sur sa chaise à Wimbledon

Les matchs de tennis sont arbitrés par un arbitre de chaise assisté de juges de ligne. L'arbitre de chaise peut déjuger un juge de ligne s'il le souhaite, et il veille au bon déroulement de la partie, à l'application des règles, et au code de bonne conduite. Dans certaines compétitions, les joueurs peuvent faire appel au Hawk-Eye pour vérifier si une balle est valable ou non.
Voir aussi : Catégorie:Arbitre de tennis

### Tennis de table

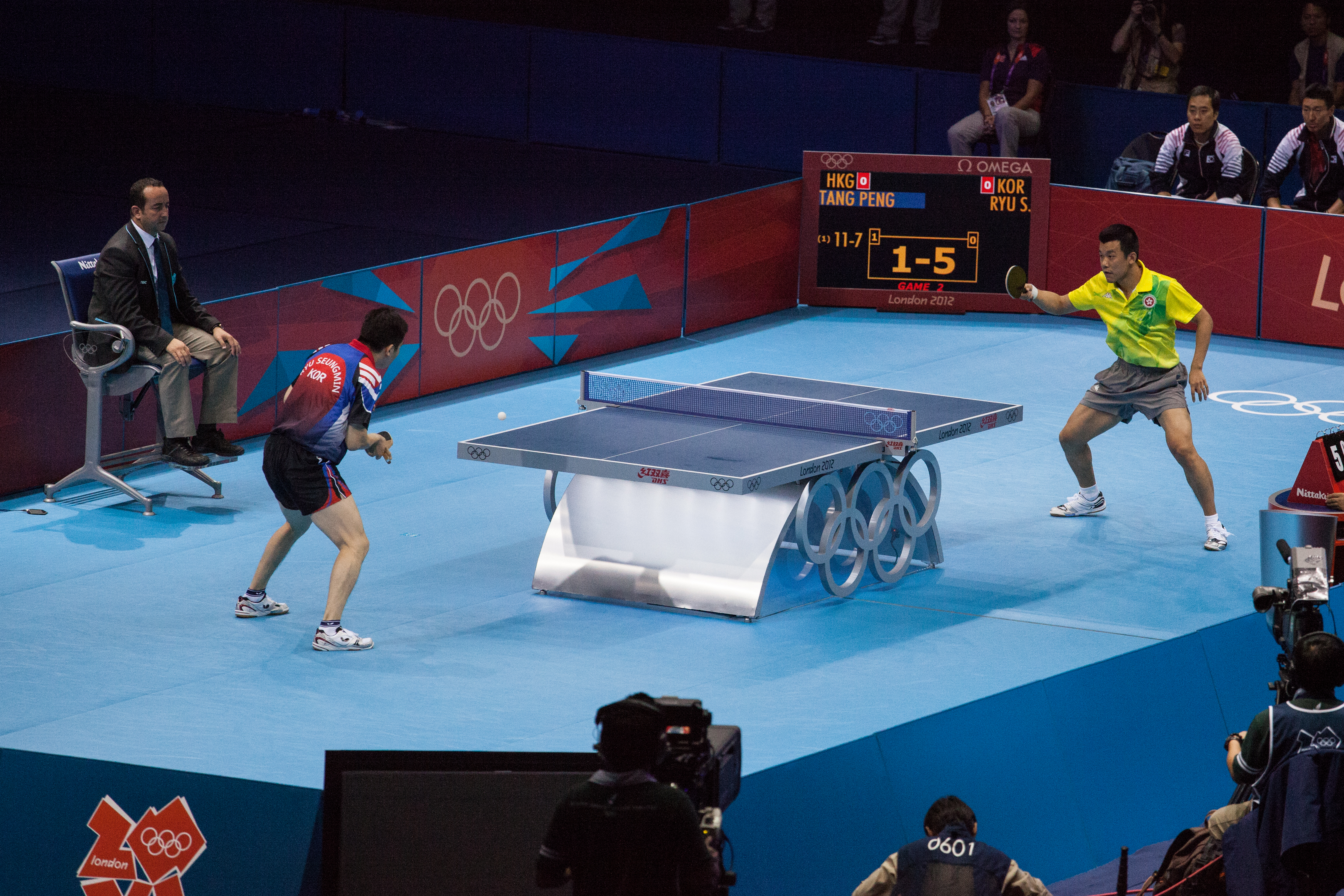
Arbitre de tennis de table.

- Les matchs de tennis de table sont arbitrés par un arbitre ou juge-arbitre.
- Tenue : costume.

| Symbole | Échelle des sanctions                           | Effet                                                |
| ------- | ----------------------------------------------- | ---------------------------------------------------- |
|         | 1re infraction : Avertissement                  | -                                                    |
| +       | 2e infraction : Jaune + rouge                   | un point de pénalité                                 |
| +       | 3e infraction : Jaune + rouge                   | deux points de pénalité                              |
|         | 4e infraction : Rouge (Juge-arbitre uniquement) | Partie perdue exclusion éventuelle de la compétition |

## Statut juridique en France
Les fédérations agréées assurent, dans des conditions définies par leurs statuts respectifs, la formation et le perfectionnement des arbitres et juges de leurs disciplines. La loi impose cependant que les arbitres et juge de haut niveau doivent être inscrits sur la liste des arbitres et juges sportifs de haut niveau arrêtée par le ministre chargé des sports, sur proposition de la fédération compétente, après avis du directeur technique national pour l'une des disciplines reconnues de haut niveau.
Depuis l'adoption de la loi du 23 octobre 2006, les arbitres ont un statut juridique défini par la loi qui vise notamment à garantir l'accomplissement de leur mission dans de bonnes conditions. Ainsi, l'article L-223.1 du Code du Sport pose les principes d'indépendance et d'impartialité du corps arbitral dans l'exercice de leur fonction, ce qui est renforcé par l'article L-223.3 qui interdit tout lien de subordination entre les arbitres et leurs fédérations de rattachement, et en fait donc des travailleurs indépendants.
Afin de lutter contre les violences faites sur les arbitres, de plus en plus fréquentes dans certains sports comme le football, et dans certaines divisions de jeu, l'article L-223.2 investit les arbitres d'une mission de service public ; toute personne proférant des menaces contre un arbitre encourt jusqu'à cinq ans d'emprisonnement et 75 000 euros d'amende, et toute personne portant atteinte physiquement à un arbitre dans l'exercice de ses fonctions encourt une peine pouvant aller jusqu'à 10 ans d'emprisonnement et 150 000 euros d'amende.
La formation des arbitres et juges intègre obligatoirement une sensibilisation à la lutte contre l'arrêt cardiaque et aux gestes qui sauvent.

## Tenues des arbitres

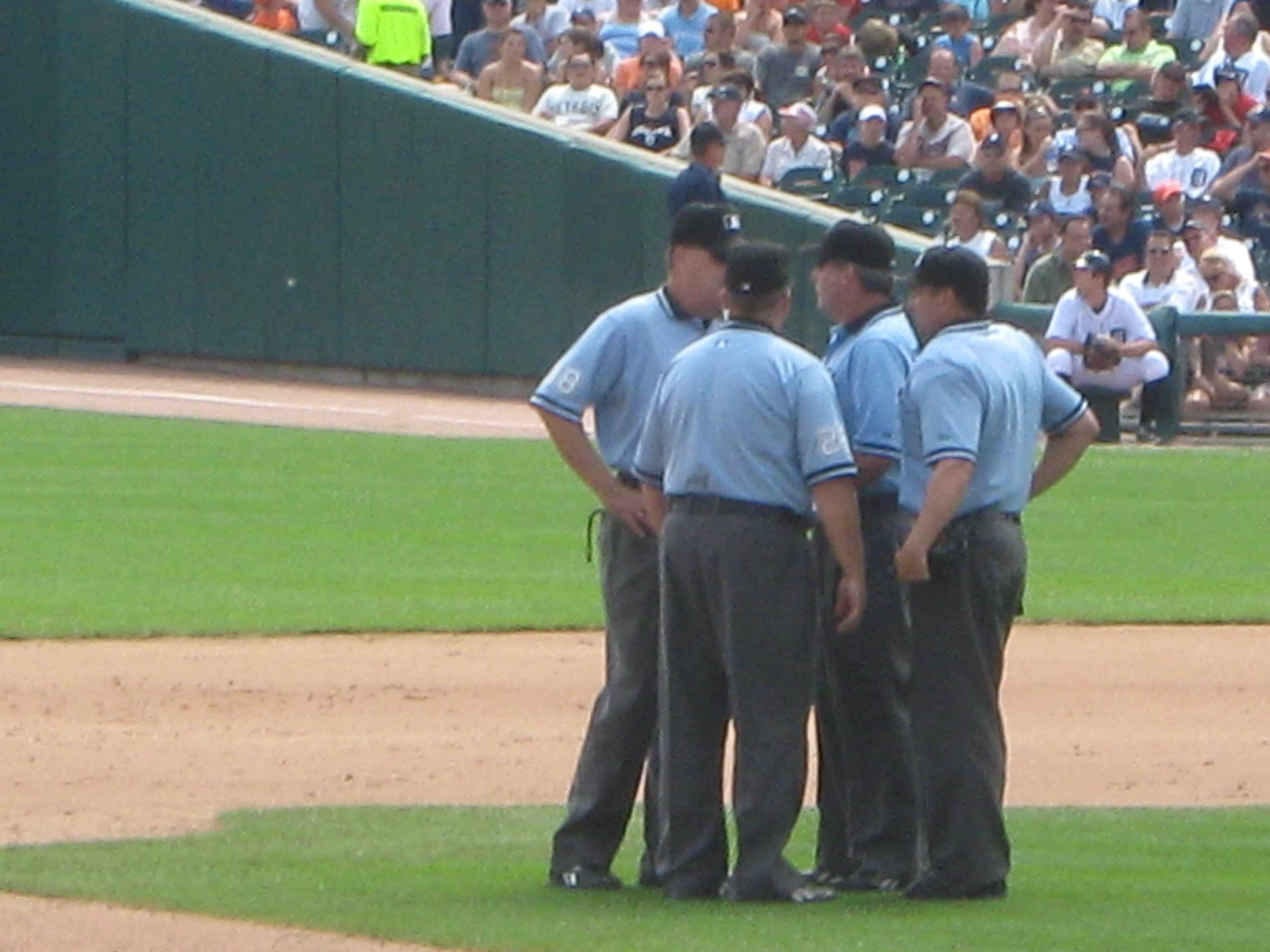
Arbitres de baseball.
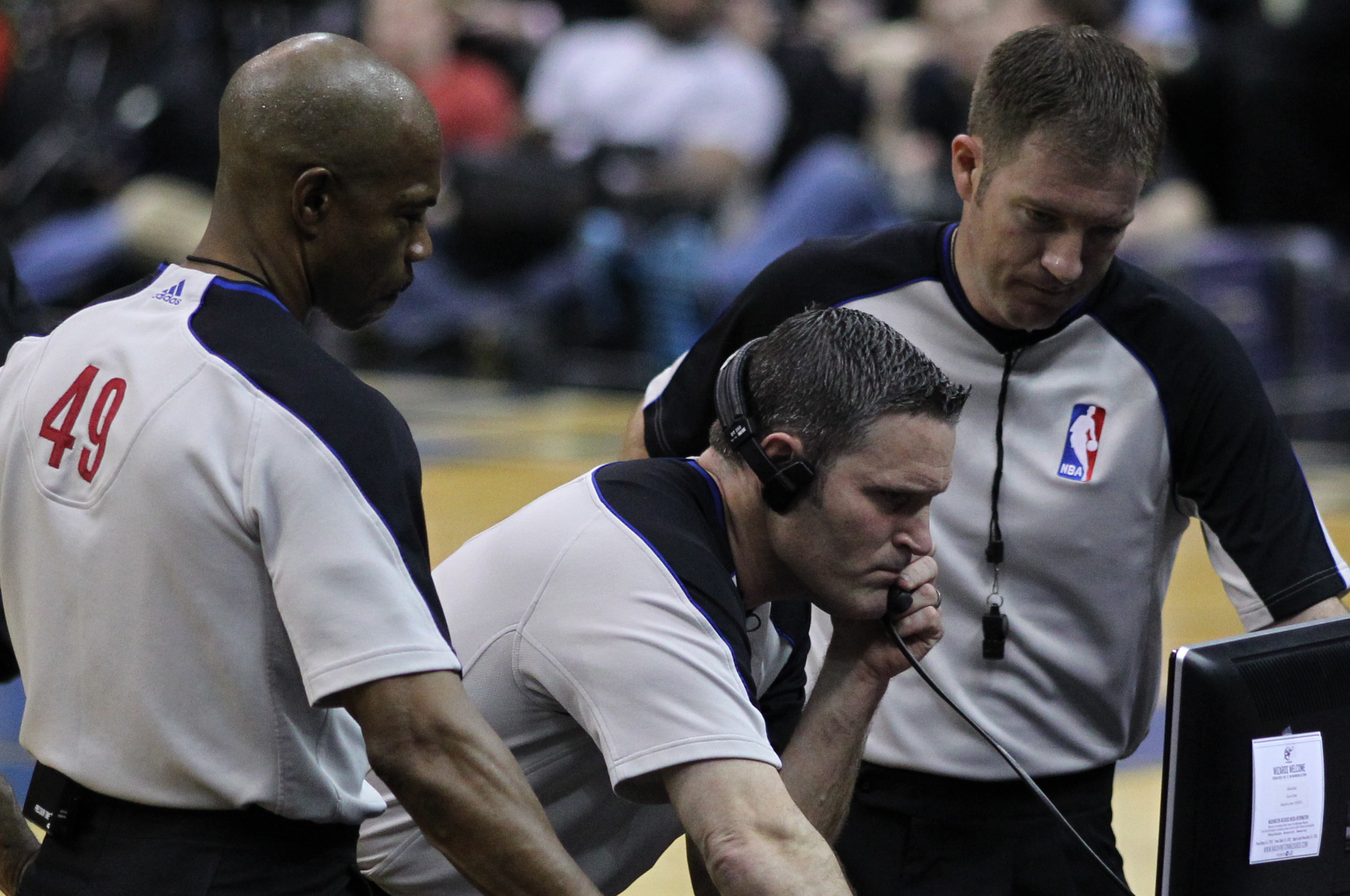
Arbitres de la NBA, basket-ball.
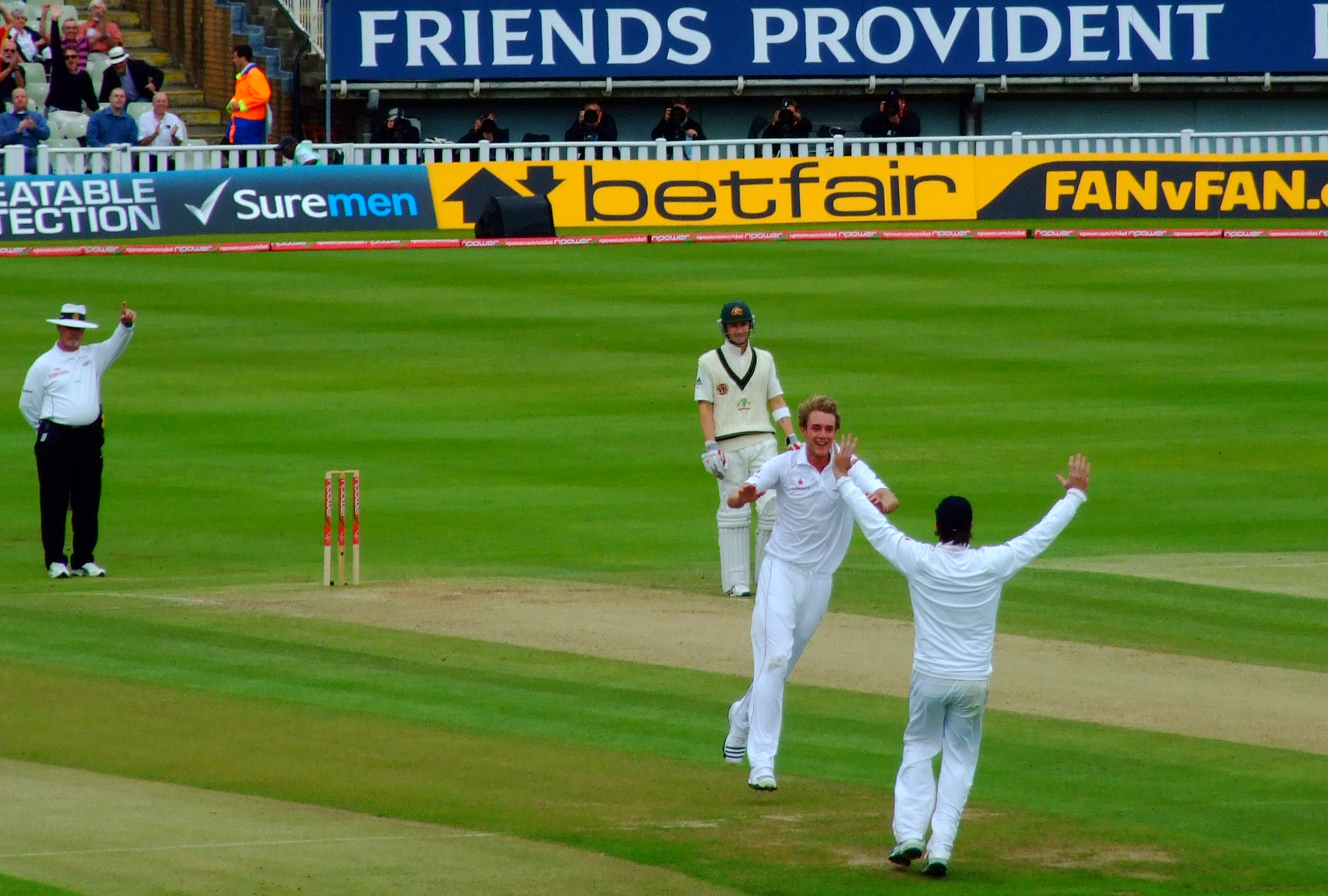
Umpire (vêtu de noir et blanc) de cricket.
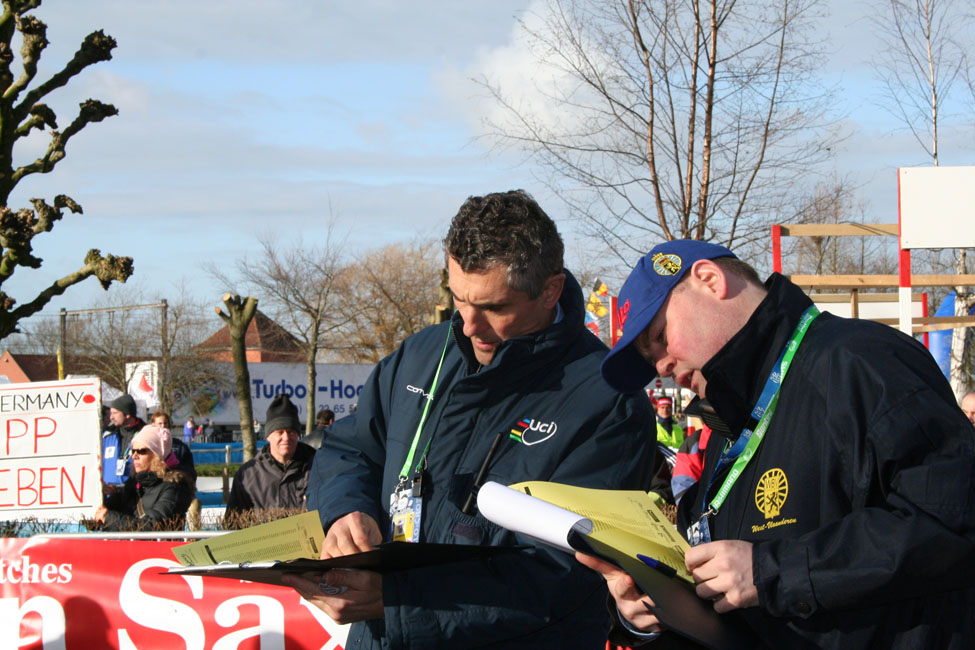
Commissaires de l'Union cycliste internationale.
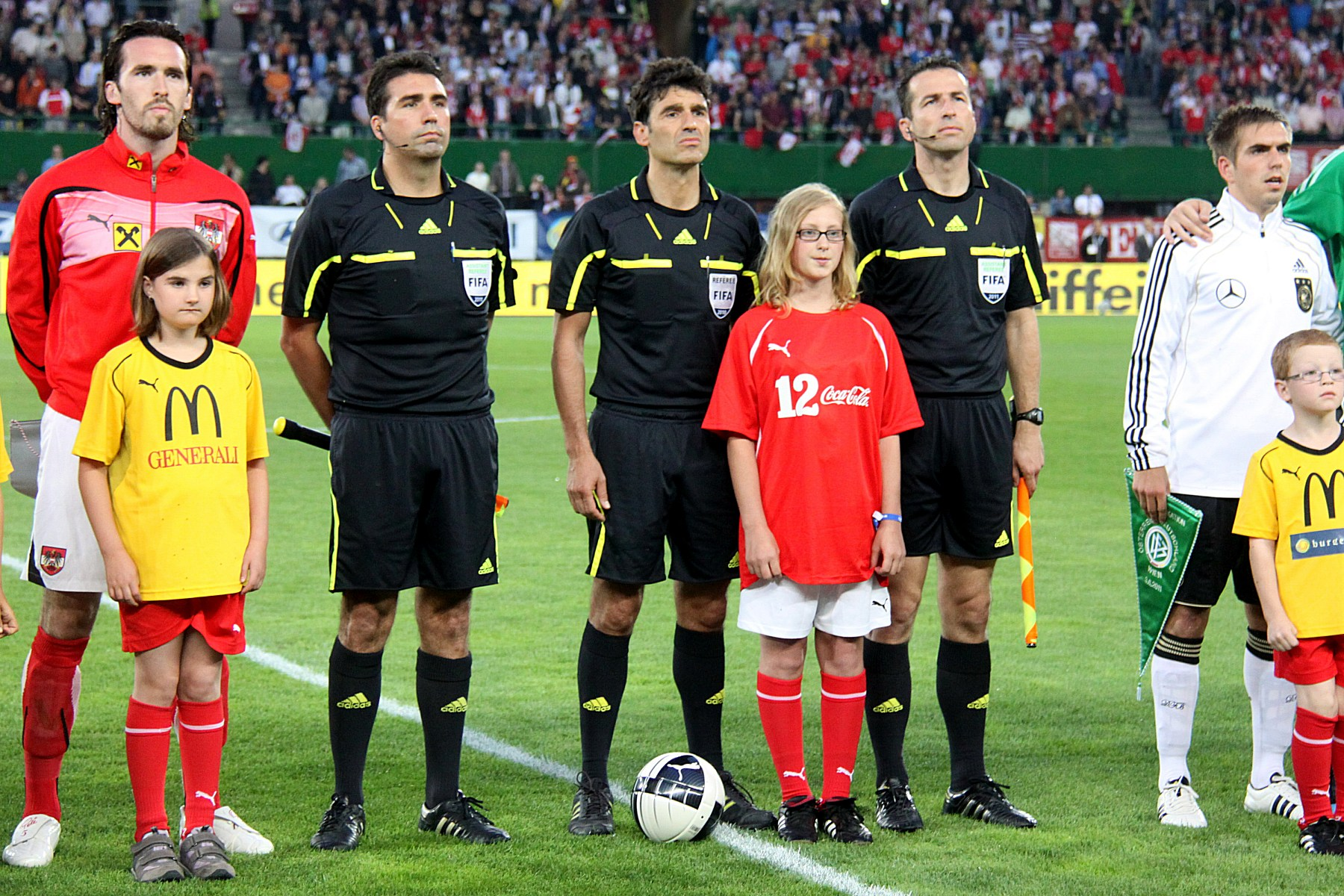
Trio arbitral dirigé par Massimo Busacca au football lors des qualificatifs pour l'Euro 2012.
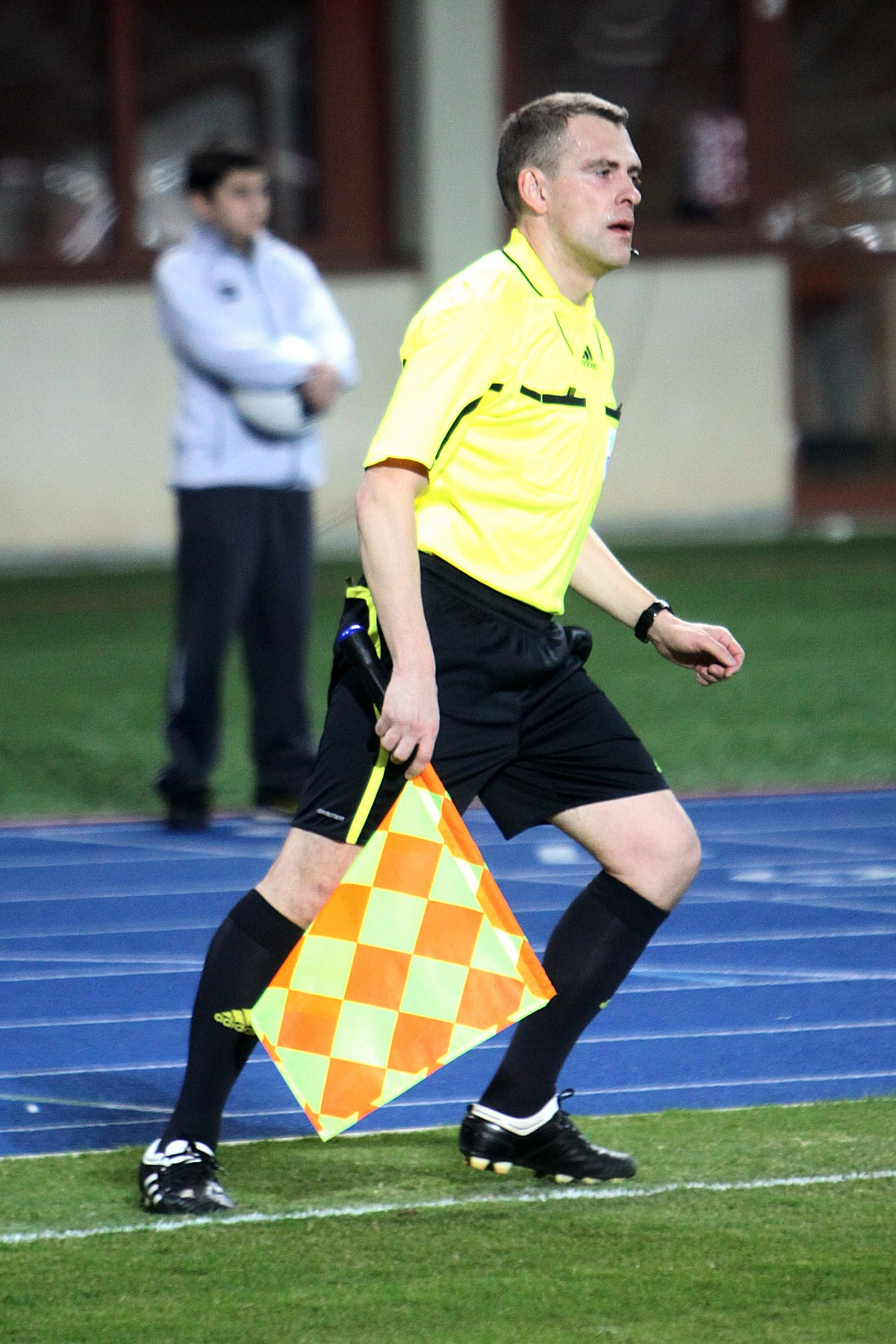
Nikolai Golubev, arbitre international assistant de football.
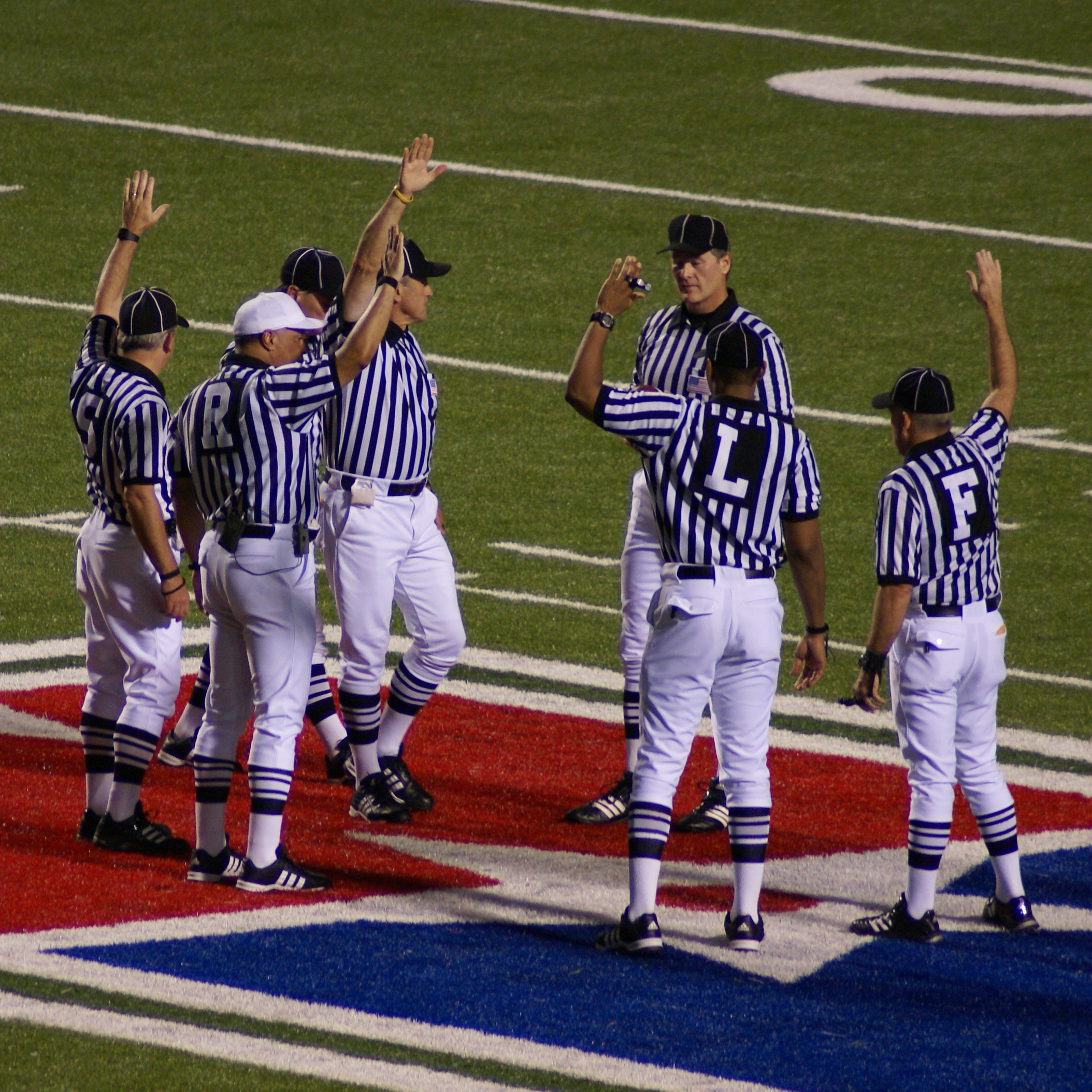
Arbitres de football américain.
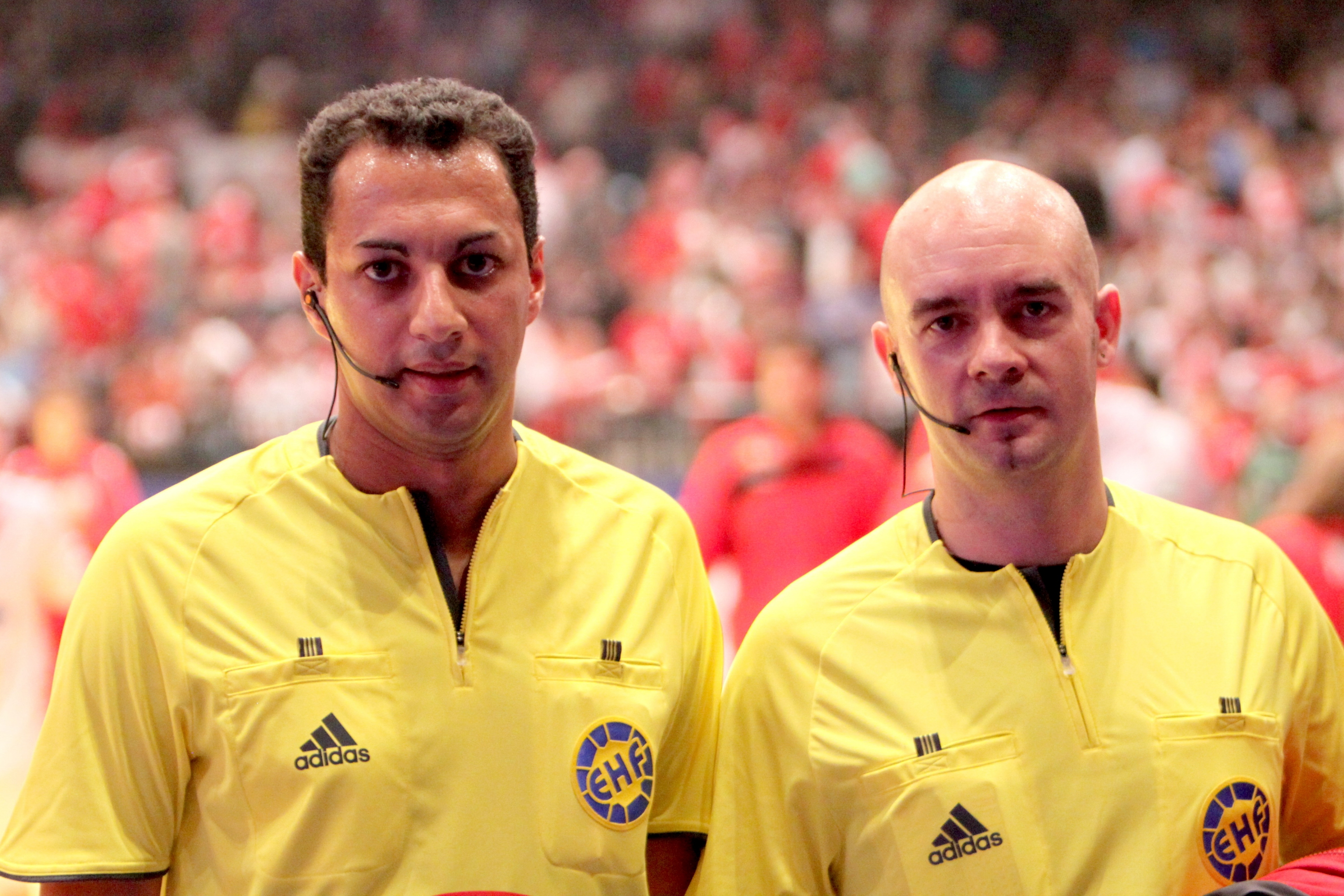
Nordine Lazaar et Laurent Reveret, arbitres internationaux de handball.
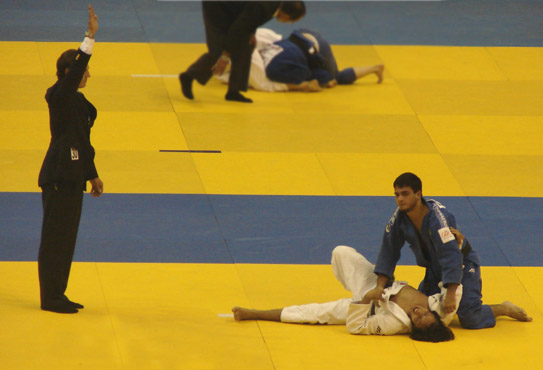
Arbitre de judo validant un ippon.
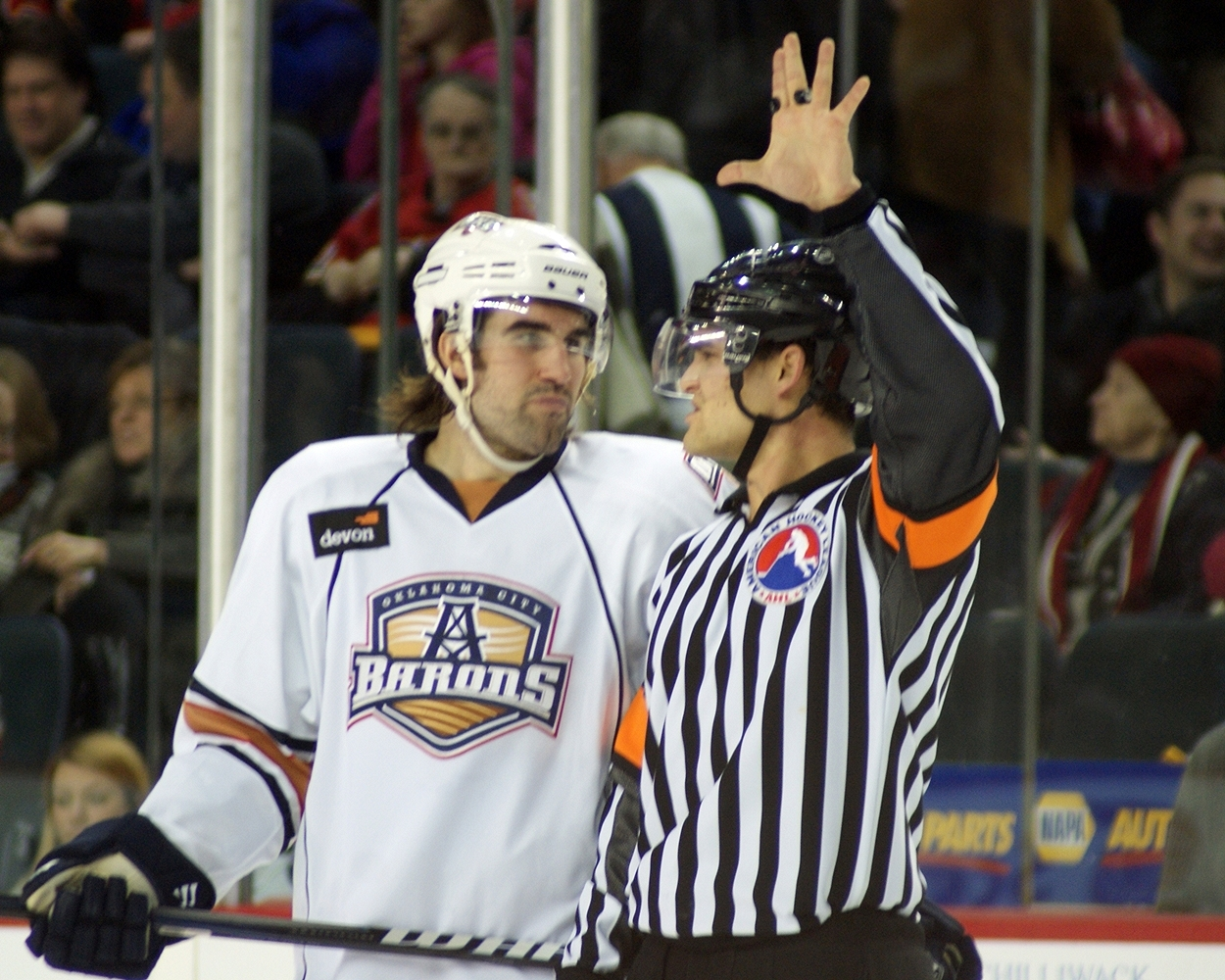
Arbitre de hockey sur glace.
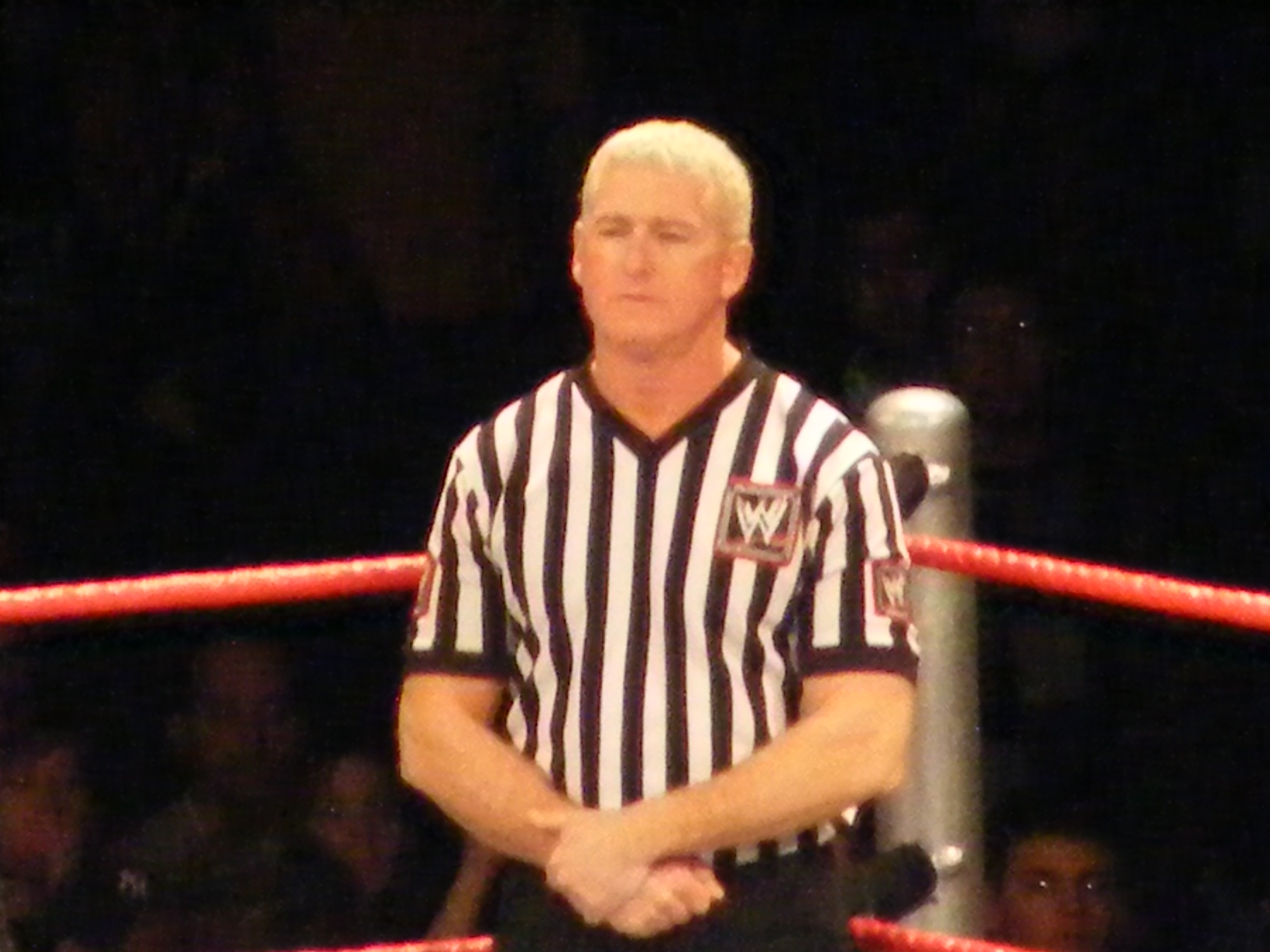
Scott Armstrong, arbitre de lutte.
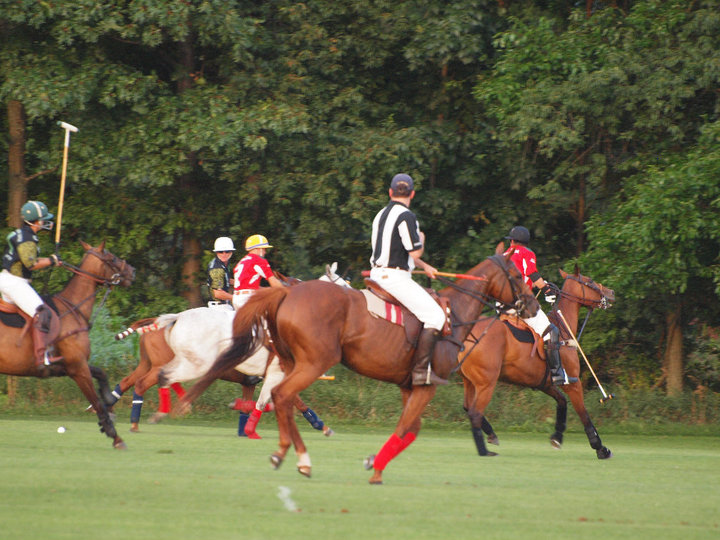
Arbitre de polo.
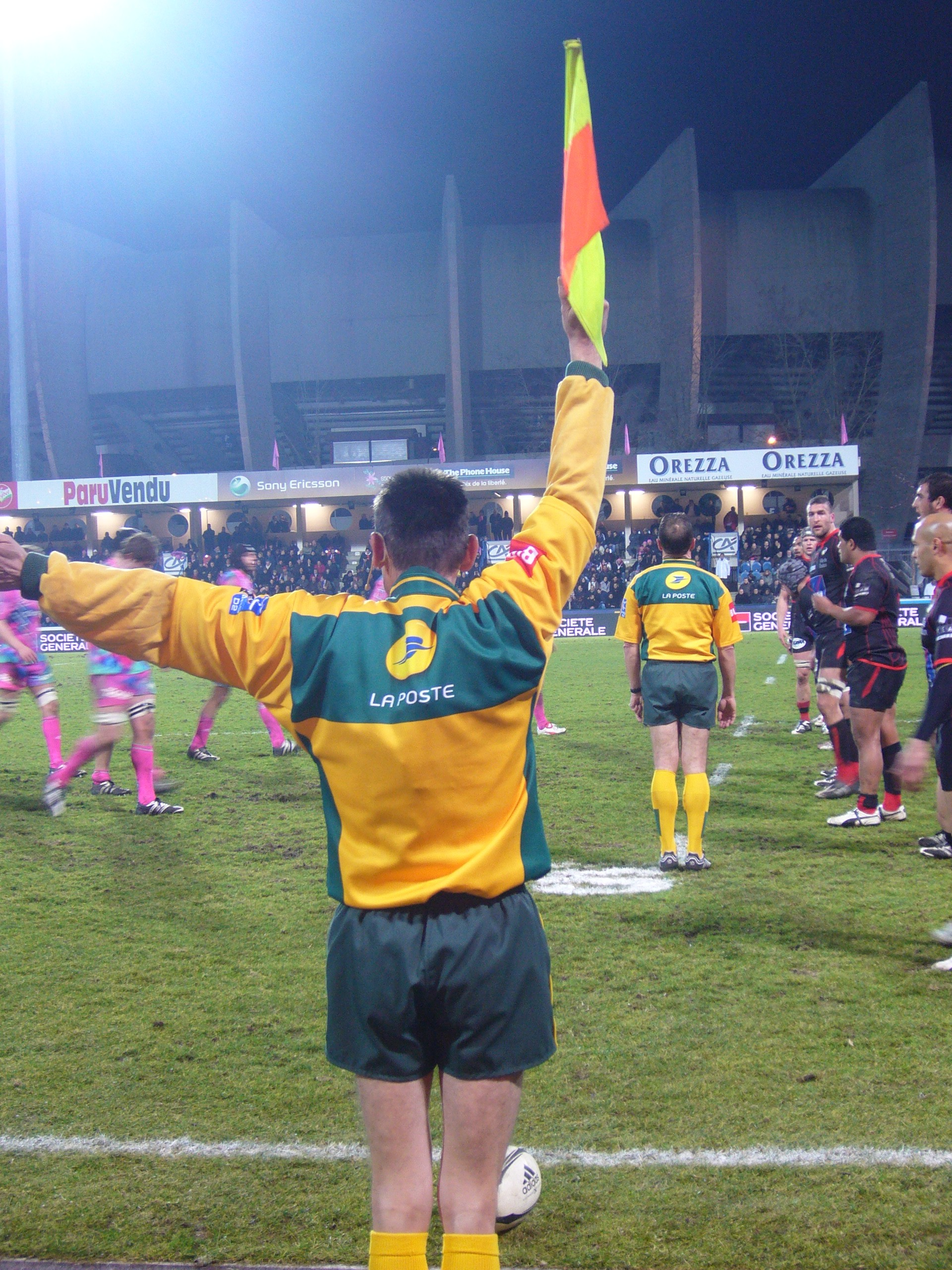
Arbitres de rugby à XV lors d'un match du Top 14.
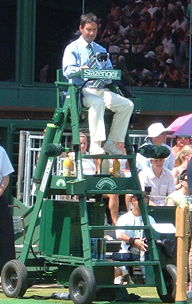
Arbitre de chaise au tennis.
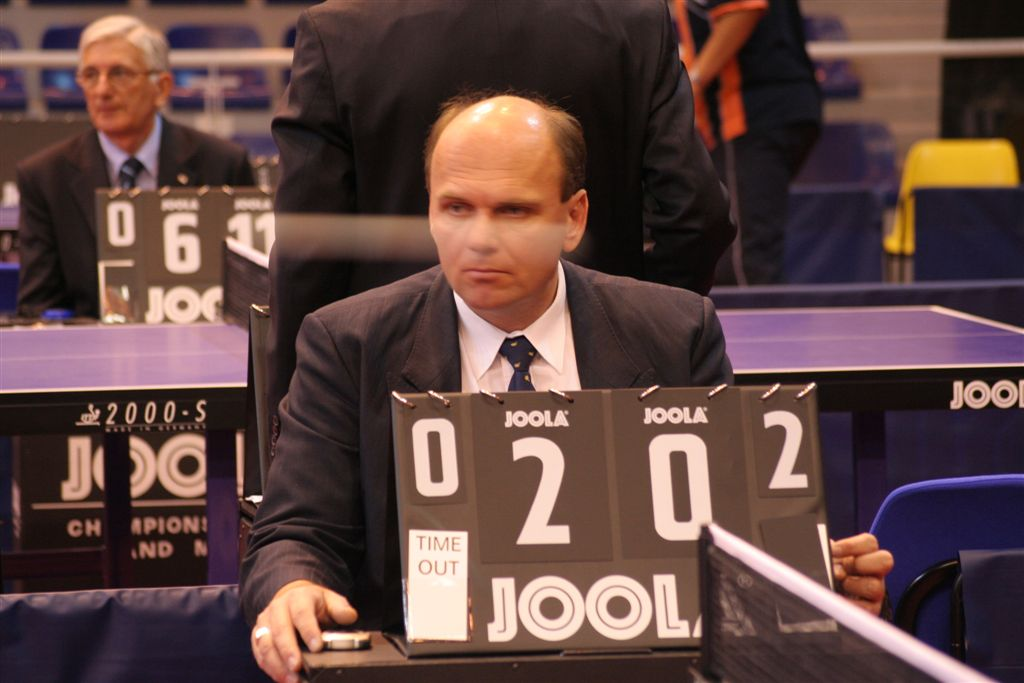
Arbitre de tennis de table
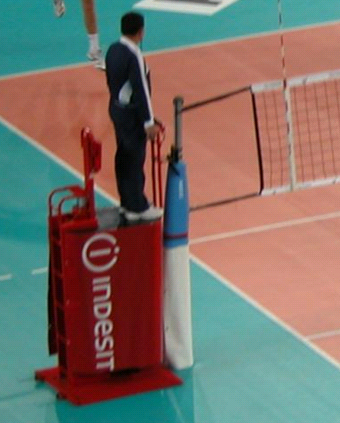
Arbitre de volley-ball.

## Arbitre et culture populaire
Les arbitres ont parfois inspiré le cinéma. Les insultes et les violences dont ils sont victimes ont été souvent abordées, par exemple par le cinéma français. À mort l'arbitre décrit ainsi la situation d'un arbitre poursuivi par des supporters d'un club de football. Ce film, sorti en 1984, allait jusqu'à faire mourir son héros.

## Documentaire
- Eric Cardot, Yves Hinant, Les arbitres, Gaumont, 2013.
- Tony Chapron et Jérôme Godard, Dans la tête des hommes en noir, Canal+, 2021.